# Доураду, Аутран
Валдомиру Фрейтас Аутран Доураду (порт. Waldomiro Freitas Autran Dourado, 1926, Патус-ди-Минас — 30 сентября 2012, Рио-де-Жанейро) — бразильский писатель.

## Биография
Сын судьи. Окончил юридический факультет Федерального университета штата Минас-Жерайс. С 1954 жил в Рио-де-Жанейро, работал журналистом. Исполнял обязанности пресс-секретаря президента Жуселину Кубичека (1958—1961).
В 2008 году награждён Литературной премией Машаду де Ассиса.
Умер от прободной язвы. Похоронен на кладбище Святого Иоанна Крестителя в Рио-де-Жанейро.

## Творчество
Обстановку большинства произведений Доурадо составляет его родной штат Минас-Жерайс, который мифологизирован писателем в образе выдуманного городка Дуас Понтиш. Его истории чаще всего рассказаны сквозным героем Жуаном ди Фонсекой Рибейру. На барочную поэтику Доурадо заметно повлиял Уильям Фолкнер.

## Избранные произведения

### Романы
- Teia (1947)
- Sombra e exílio (1950)
- Tempo de amar (1952)
- A Barca dos Homens (1961)
- Uma Vida em Segredo/ Тайная жизнь (1964, экранизирован Сузаной Амарал в 2001, )
- Ópera dos Mortos / Опера мертвых (1967)
- O Risco do Bordado (1970, премия ПЕН-клуба Бразилии)
- Os Sinos da Agonia (1974)
- Armas e Corações (1978)
- As Imaginações Pecaminosas (1981)
- A Serviço Del-Rei (1984)
- Ópera dos Fantoches/ Опера кукол (1995)
- Confissões de Narciso/ Исповедь Нарцисса (1997)
- Monte da Alegria (2003)

### Новеллы
- Três histórias na praia (1955)
- Nove histórias em grupos de três (1957)
- Violetas e caracóis (1987)
- Melhores contos (2001)
- O senhor das horas (2006)

### Мемуары
- Gaiola aberta (2000)

## Признание
- Бразильская премия Гёте (1980).
- Премия Жабути (1981).
- Премия Камоэнса (2000).
- Премия Машаду де Ассиса (2008).
- Награждён бразильским Орденом культурных заслуг.